# أمينة الهاشمي
أمينة الهاشمي العلوي هي كاتبة ومؤلفة مغربية تعيش في مدينة الدار البيضاء في المغرب. تهتم في كتبها بقصص الأطفال التوعوية.

## بيوغرافيا
ولدت أمينة في المغرب وتعيش في مدينة الدار البيضاء، درست الحقوق ولكنها امتهنت العمل في مجال بيع الكتب ثم التأليف، أسست دار ينبع الكتاب عام 2006م المتخصصة في مجال منشورات الطفل التي تديرها منذ تأسيسها، قامت بعدد كبير من الورشات التعليمية للأطفال وبعدد من الاتفاقيات مع المؤسسات التعليمية والحكومية لإيصال المنشورات التعليمية للأطفال في العديد من المناطق في المغرب، تم ترشيح دار ينبع الكتاب ضمن القائمة القصيرة لجائزة (BOP) عام 2021م، والتي تكرم سنويًا أفضل ناشري كتب الأطفال. تُمنح الجائزة من قبل معرض بولونيا لكتاب الأطفال، وهي متزوجة ولها ثلاثة أبناء.

## الجوائز والانجازات
1. حصل كتاب (ماذا أرى؟) على جائزة الملتقى العربي لناشري كتب الأطفال عن فئة «كتب الطفولة المتوسطة» الدورة السادسة عام 2019م.[3]
2. وصول كتاب (علياء والقطط الثلاث) إلى القائمة القصيرة لجائزة اتصالات في الإمارات العربية المتحدة عام 2016م.[4]
3. وصول كتاب (خروف اليوم السابع) إلى القائمة النهائية لجائزة اتصالات في الإمارات العربية المتحدة عام 2017م.[5]

### المؤلفات
| الكتاب                        | الإصدار بلغات أخرى                                                         | الرسام        | الناشر                                 | سنة الإصدار | عدد الصفحات | ردمك ISBN |
| ----------------------------- | -------------------------------------------------------------------------- | ------------- | -------------------------------------- | ----------- | ----------- | --- |
| «ماذا أرى؟»                   | باللغة الفرنسية: «?QU'EST CE QUE JE VOIS»                                  | جلنار حاجو    | دار ينبع الكتاب                        | 2017        |             | الإصدار العربي: (ردمك 9789954486719) الإصدار الفرنسي: (ردمك 9954486674)                                       |
| « علياء والقطط الثلاث (كتاب)» | باللغة الإنكليزية:«Alya and the Three Cats» باللغة الإيطالية:«I tre gatti» | مايا فداوي    | دار ينبع الكتاب                        | 2017        | 31          | الإصدار العربي: (ردمك 9954486720) الإصدار الإنكليزي: (ردمك 2898022365) الإصدار الإيطالي: (ردمك 9788893488006) |
| «خروف اليوم السابع»           |                                                                            | مايا فداوي    | دار أروى العربية للنشر دار ينبع الكتاب | 2017 2020   | 28          | (ردمك 97899544868001)                                                                                         |
| «ألبوم رضيع»                  |                                                                            |               | دار ينبع الكتاب                        | 2011        |             | (ردمك 9789954486504)                                                                                          |
| «أخبرني عن العود»             | باللغة الفرنسية: «Raconte moi le luth»                                     | أرنود كايويلا | دار ينبع الكتاب                        | 2008        | 49          | الإصدار العربي: (ردمك 9954486003) الإصدار الفرنسي: (ردمك 9789954486009)                                       |